# هرزة ورز
هرزة ورز هي قرية في مقاطعة هريس، إيران. عدد سكان هذه القرية هو 147 في سنة 2006.